# Списък на древни лекари
Това е Списък на древни лекари в Древна Гърция, Древен Рим и Древна Индия.
- Авъл Корнелий Целз (1 век.)
- Адаманций Юдей (4/5 век)
- Егим (5 век пр.н.е.)
- Еций от Амида (6 век)
- Агатин (1 век)
- Аглай (лекар) (1 век)
- Aias/Abas (5-4 век пр.н.е.)
- Александър от Трал (6 век)
- Андромак (лекар) (1 век)
- Антоний Кастор (2 век)
- Аполоний от Китион (1 век пр.н.е.)
- Аполоний (лекар) (3 век пр.н.е.)
- Архиген (2 век)
- Аретей от Кападокия (2 век)
- Асклепиад Фармакион (1-2 век)
- Асклепиад от Витиния (2-1 век пр.н.е.)
- Атеней от Аталия (1 век пр.н.е.)
- Авъл Гелий (2 век)
- Бол от Менде
- Целий Аврелиан (5 век)
- Касий Феликс (3 век)
- Хариксен (2 век)
- Кратей (лекар) (2 век пр.н.е.)
- Критон от Хераклея (1-2 век)
- Ктезий (5 век пр.н.е.)
- Дамократ (1 век)
- Деметрий от Апамея
- Дексип от Кос (4 век пр.н.е.)
- Dieuches (4 век пр.н.е.)
- Диокъл от Карист (4 век пр.н.е.)
- Диоскурид (1 век)
- Ерасистрат (3 век пр.н.е.)
- Ероциан (1 век)
- Евдем (лекар)
- Евтидем (лекар)
- Гален (2 век)
- Гаргилий Марциал (3 век)
- Харпокрацион (1-2 век)
- Хелиодор (лекар) (1-2 век)
- Хераклид от Тарент (1 век пр.н.е.)
- Херодот (лекар) (1 век)
- Херофил (3 век пр.н.е.)
- Хицесий (лекар) (1 век пр.н.е.)
- Хипократ (Хипократова клетва) (5 век пр.н.е.)
- Йоан Актуарий (14 век)
- Л. Аней Сенека
- Леонид (лекар) (1-2 век)
- М. Порций Катон
- Марцелин (лекар) (2 век?)
- Марцел от Сиде (2 век)
- Мегес от Сидон (1 век)
- Мелеций
- Менемах (1 век)
- Мнеситий от Атина (3 век пр.н.е.)
- Мнеситий от Кицик
- Непвалий (Нептуналий, Нептуниан)
- Нигер, Секстий
- Орибазий (4 век)
- Паладий (лекар)
- Павел от Егина (7 век)
- Фазий от Тенед
- Филагрий от Епир (3-4 век)
- Филин от Кос (3 век пр.н.е.)
- Филистион от Локри (5-4 век пр.н.е.)
- Филон Тарсенс
- Филотим
- Филоксен (лекар) (3 век пр.н.е.)
- Филумен (3 век)
- Плистоник
- Праксагор от Кос (4 век пр.н.е.)
- Серен Самоник
- Руф от Ефес (2 век)
- Скрибоний Ларг (1 век)
- Серапион (лекар) (3 век пр.н.е.)
- Север (лекар) (4 век)
- Секст Емпирик
- Соран от Ефес (2 век)
- Stephanus Med. (7 век)
- Stephanus, Phil (7 век)
- Themison of Laodicea (1 век пр.н.е.)
- Theon Gymnasiarcha
- Theophilus Protospatharius
- Thessalus of Tralles (1 век)
- Thrasymachus of Sardis
- Тимотей от Метапонтион
- Xenocrates of Aphrodisias (1 век)
- Zopyrus (physician) (1 век)

## Древна Индия
- Charaka: автор на древната книга Charaka Samhita.
- Sushruta
- Chawan Rishi